# کنگرلو (مشگین‌شهر)
کنگرلو روستایی است که در استان اردبیل، شهرستان مشگین‌شهر، بخش مشکین شرقی، دهستان لاهرود قرار دارد.

## جمعیت
بر اساس سرشماری سال ۱۳۸۵ جمعیت این روستا ۵۸۰ نفر با ۱۴۶ خانوار بوده‌است.